# Heart of Gold (chanson de Neil Young)
Pour les articles homonymes, voir Heart of Gold.
Pistes de Harvest
A Man Needs a Maid Are You Ready for the Country?
Heart of Gold est une chanson de Neil Young présente sur l'album Harvest, de 1972. Cette chanson a été enregistrée avec les participations chorales de James Taylor et Linda Ronstadt. Heart of Gold est le seul no 1 de Young dans les charts aux États-Unis et l'une de ses chansons les plus connues et les plus renommées.

## Création et enregistrement
Heart of Gold fait partie d'une série de douces chansons acoustiques qui sont, en partie, le résultat d'un problème de santé de Neil Young, contracté à l'époque de l'enregistrement de Harvest. Étant incapable de rester debout longtemps, Neil ne pouvait plus jouer de sa guitare électrique et s'est donc rabattu sur sa guitare acoustique, dont il pouvait jouer en position assise.
La chanson a été enregistrée durant les premières séances d'enregistrement de l'album Harvest, au début de l'année 1971, aux studios Quadrafonic Studios à Nashville, Tennessee. À cette même époque, James Taylor et Linda Ronstadt se trouvaient aussi dans la ville pour participer à une émission de Johnny Cash et le producteur de l'album Elliot Mazer s'arrangea pour les faire chanter dans les chœurs.
Au début, cette chanson devait être un segue avec la chanson A Man Needs a Maid, et était alors jouée au piano. Elle était jouée de cette manière durant les concerts solos de Neil Young en 1971 mais il abandonna cette approche vers la moitié du tour et commença à jouer Heart of Gold à la guitare acoustique, comme elle est connue aujourd'hui. De même, une ligne de la chanson fut coupée quand les deux chansons devinrent des entités à part entière. Celle-ci était : « Afraid/A man feels afraid ». Un exemple de la version en segue de Heart of Gold apparaît dans l'album Live at Massey Hall 1971.

## Thème
Le titre se traduit en français par « cœur d'or ». La chanson parle d'un homme qui a cherché ce « cœur d'or » pendant toute sa vie, pour simplement vivre et donner.

## Structure
Elle dure environ trois minutes et est composée d'une longue introduction, débutant par de la guitare puis de l'harmonica.

## Reprises
La chanson a été reprise par nombre d'artistes comme Matchbox Twenty, Tori Amos, Free Dominguez, Johnny Cash, Willie Nelson, Richard Lloyd, Bettye Lavette, Birds and Batteries, Zakk Wylde (avec Black Label Society), Boney M., Carla Cook, Lawrence Gowan, Stereophonics, Rockapella, Roxette, Backburner, Hanah, Ossifar, the James Last Orchestra, Five for Five, Sally Dworsky, Channeling Owen, Dave Matthews and Jimmy Buffett (avec the Coral Reefer Band). Roch Voisine (Americana II) , Girls in Hawaii, Charles Bradley.

## Reconnaissances
En 2003, le magazine Rolling Stone a nommé Heart of Gold 297e dans la liste des 500 plus grandes chansons de tous les temps.

En 2005, Heart of Gold a été nommée la 3e plus grande chanson canadienne de tous les temps par CBC Radio One.